# Quality of service
Quality of Service (of QoS) is een algemene term die wordt gebruikt om uit te drukken wat de specifieke eisen zijn voor een bepaalde dienst in de tele- en datacomwereld. Dit kan gaan van telefonie tot de overdracht van computerbestanden.

## Categorieën
QoS kan opgesplitst worden in drie verschillende categorieën:
- Preferential QoS: Dit type QoS geeft de mogelijkheid om de gegevensstromen in te delen naar hun belang voor de eigenaar/gebruiker. Een netwerk dat QoS biedt, kan bepaald verkeer dus voorrang geven (in snelheid en/of betrouwbaarheid) boven ander verkeer. Dit is een sleutelbegrip in Voice over IP (VoIP).
- Intrinsic QoS: dit is de expliciet meetbare QoS. De waarden die gemeten kunnen worden zijn onder andere: bandbreedte, latency, jitter, dropped packet rate ...
- Perceived QoS: dit is de kwaliteit die de eindgebruiker toekent aan de geleverde service. Dit is afhankelijk van de subjectieve mening van de eindgebruiker. Een eindgebruiker zal bijvoorbeeld een lagere service verwachten van een mobiele telefoon dan van een vaste telefoon.

## QoS op het internet
Het internetprotocol (IP), dat op internet gebruikt wordt, biedt in versie 4 weinig voorzieningen om de QoS te regelen. In versie 6, IPv6, zijn betere voorzieningen ingebouwd. De QoS die met het internetprotocol geleverd kan worden is echter altijd zacht; er is geen enkele garantie dat de gevraagde QoS geleverd kan worden.
Een netwerktechniek die veel beter geschikt is voor diensten waar QoS van belang is, is ATM. Bij ATM is er een harde garantie dat de gevraagde QoS geleverd kan worden; voordat de verbinding tot stand gebracht wordt, wordt gekeken of de dienst te leveren is; zo ja, dan wordt deze gedurende de verbinding gegarandeerd, zo nee dan wordt de verbinding geweigerd.

## Fysieke verkeersstromen
In het wegverkeer wordt een vergelijkbare maat gebruikt, de level of service, om de staat van de verkeersafwikkeling aan te duiden. Deze maat heeft de waarde A tot en met E/F met de betekenis van A = uitstekende verkeersafwikkeling tot E = filerijden en F = stilstaand verkeer.